# 라이언 잭
라이언 제임스 잭(Ryan James Jack, 1992년 2월 27일 ~ )은 스코틀랜드의 축구 선수로, 포지션은 중앙 미드필더이다.

## 클럽 경력

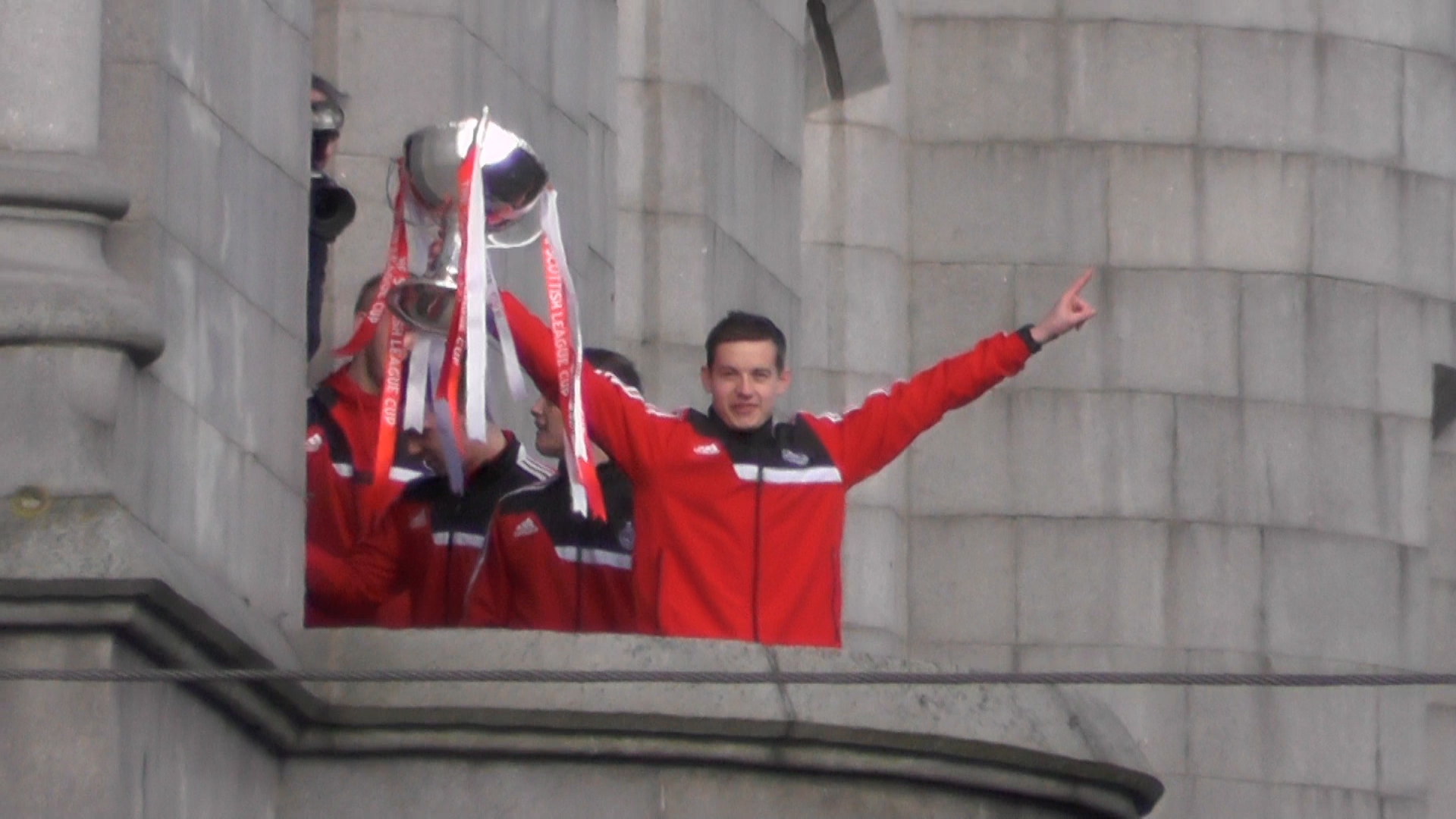

애버딘 FC에서 2017년 5월 계약만료로 레인저스 FC에 3년 자유계약으로 입단했다.

## 국가대표 경력
2013년 5월 크로아티아와의 친선경기 때 처음으로 국가대표에 발탁됐다.